# Michele Alboreto (calciatore)
Michele Alboreto (Bari, 23 gennaio 1904 – Herstal, 2003) è stato uno scrittore, calciatore e allenatore di calcio italiano, di ruolo difensore.
È considerato uno dei calciatori baresi più rappresentativi degli anni venti, nonché una bandiera dell'Ideale di Bari.

## Biografia
Tramite sua madre era imparentato con Raffaele Costantino (che diventò un celebre calciatore) e divenne dalla giovinezza un fervente cattolico. A Bari scrisse libri di umanistica. Nel 1935 emigrò in Belgio, presso Liegi, si sposò e si stabilì nella cittadina di Milmort.
Si spense all'età di 99 anni.

## Caratteristiche tecniche
Era un terzino dotato di ottima resistenza fisica, prestante e risoluto negli interventi.

## Carriera

### Giocatore

Alboreto nell'Ideale, nell'anno calcistico 1925-1926.

Esordisce nell'Ideale di Bari il 19 novembre 1922 (all'età di diciotto anni), nel derby con il Liberty (vinto dai nero-verdi per 1-0), giocando da quel momento con continuità tutti i campionati di Prima Divisione disputati dalla formazione nero-verde. Viene considerato un giocatore di valore e soprannominato z'mon'c e z'canon'c (dal dialetto barese, rispettivamente "zio monaco" e "zio canonico") per la sua scrupolosa professione della fede cattolica. Furono ricordate per diverso tempo le sfide che si lanciava nei derby con l'ala bianco-blu Costantino, culminate in duelli cruenti (l'accesa rivalità con il centravanti libertiano era limitata all’ambito sportivo). Nel 1928, successivamente alla fusione fra l’Ideale e il Liberty nell'U.S. Bari, rifiuta di entrare a far parte della nuova rosa biancorossa, convinto dell'unicità sportiva della sua ex squadra.
Nel 1929 il Bari (rimasto in possesso del suo cartellino, a seguito della fusione) lo cede al Foggia, formazione di Prima Divisione (nel frattempo declassata a terzo livello calcistico) in cui milita per due anni. Nella stagione 1929-1930 le prestazioni del terzino barese riscuotono approvazioni.
Nel 1931 torna a vestire l'uniforme nero-verde, nel Bitonto, in Seconda Divisione.
In carriera ha totalizzato 42 presenze in prima e 29 presenze in seconda serie, tutte nell'Ideale (nel 1926, per effetto della Carta di Viareggio la Prima Divisione subì un declassamento, appunto da primo a secondo livello calcistico), battendo con 71 gare disputate il record di presenze nelle file nero-verdi e risultando il secondo, dopo il libertiano Vito Minunno, per incontri complessivi ufficiali, disputati dai calciatori delle due maggiori compagini baresi nel periodo 1921-1928.

### Allenatore
Nel 1932 ottiene il patentino di allenatore, primo riconoscimento per un calciatore pugliese.
In Belgio collabora con i tecnici del luogo e sulla base dell'esperienza maturata scrive libri sul calcio. Durante gli anni cinquanta è l'accompagnatore della Nazionale di calcio belga.
Negli anni duemiladieci, su iniziativa congiunta dell'Unione Nazionale Veterani dello Sport e del comune di Bari gli viene intitolata una delle salite dello Stadio San Nicola.
(Michele Alboreto)

## Statistiche

### Presenze e reti nei club
| Stagione        | Club            | Campionato      | Campionato | Campionato |
| Stagione        | Club            | Comp            | Pres       | Reti       |
| --------------- | --------------- | --------------- | ---------- | ---------- |
| 1922-1923       | Ideale          | 1D              | 12         | 0          |
| 1923-1924       | Ideale          | 1D              | 15         | 0          |
| 1924-1925       | Ideale          | 1D              | 8          | 0          |
| 1925-1926       | Ideale          | 1D              | 7          | 0          |
| 1926-1927       | Ideale          | 1D              | 18         | 0          |
| 1927-1928       | Ideale          | 1D              | 11         | 0          |
| 1929-1930       | Foggia          | 1D              | ?          | ?          |
| 1930-1931       | Foggia          | 1D              | ?          | ?          |
| 1931-1932       | Bitonto         | 2D              | ?          | ?          |
| Totale carriera | Totale carriera | Totale carriera | ?          | ?          |

## Opere
Fra parentesi la traduzione in italiano.
- Foot-Ball Ecole: cour de méthodologie pour eintraineurs (Scuola di Calcio: corso di metodologie per allenatori), Imp. Meuris, 1955.
- Le Foot-ball moderne. Psychologie, pédagogie méthodologie (Il Calcio moderno. Psicologia, metodo pedagogico), Desoer, 1942.

### Libri
- Gianni Antonucci, 1908-1998 90 Bari, Bari, Uniongrafica Corcelli, 1998.

### Giornali e riviste
- La Gazzetta del Mezzogiorno
- AA.VV., Cine-Sport.